# Sieweczka nowozelandzka
Sieweczka nowozelandzka (Anarhynchus obscurus) – gatunek średniej wielkości ptaka z rodziny sieweczkowatych (Charadriidae). W dwóch podgatunkach (niekiedy klasyfikowanych jako osobne gatunki) występuje tylko w niektórych obszarach Nowej Zelandii; podgatunek północny nie jest zagrożony, zaś południowy jest krytycznie zagrożony wyginięciem. Nazwy tej sieweczki w języku maoryskim: Tūturiwhatu, Pukunui i Kūkuruatu, są związane z jej podobieństwem do morneli (sieweczek gniadych).

## Systematyka
Gatunek ten po raz pierwszy zgodnie z zasadami nazewnictwa binominalnego opisał w 1789 roku niemiecki przyrodnik Johann Friedrich Gmelin w 13. edycji linneuszowskiego Systema Naturae. Autor nadał gatunkowi nazwę Charadrius obscurus, a jako miejsce typowe wskazał Nową Zelandię. Analizy filogenetyczne, których wyniki opublikowano w 2022 roku, wsparły umieszczenie tego gatunku w rodzaju Anarhynchus.
Zwykle wyróżnia się dwa podgatunki Anarhynchus obscurus:
- A. o. aquilonius (Dowding, 1994) – sieweczka rdzawa – Wyspa Północna
- A. o. obscurus (J.F. Gmelin, 1789) – sieweczka nowozelandzka – południowy kraniec Wyspy Południowej, Wyspa Stewart[9].

Na liście ptaków świata opracowywanej przy współpracy BirdLife International z autorami Handbook of the Birds of the World (to ujęcie systematyczne stosuje IUCN) oba te taksony klasyfikowane są jako osobne gatunki.

## Morfologia
Długość ciała 26–28 cm, rozpiętość skrzydeł 46–50 cm. Masa ciała: podgatunek aquilonius 128–169 g, podgatunek obscurus 147–179 g.

## Środowisko
Sieweczki nowozelandzkie są to ptaki brzegowe, zwykle można je znaleźć na piaszczystych plażach i wydmach lub kamienistych brzegach w ujściach rzek.

## Rozmnażanie

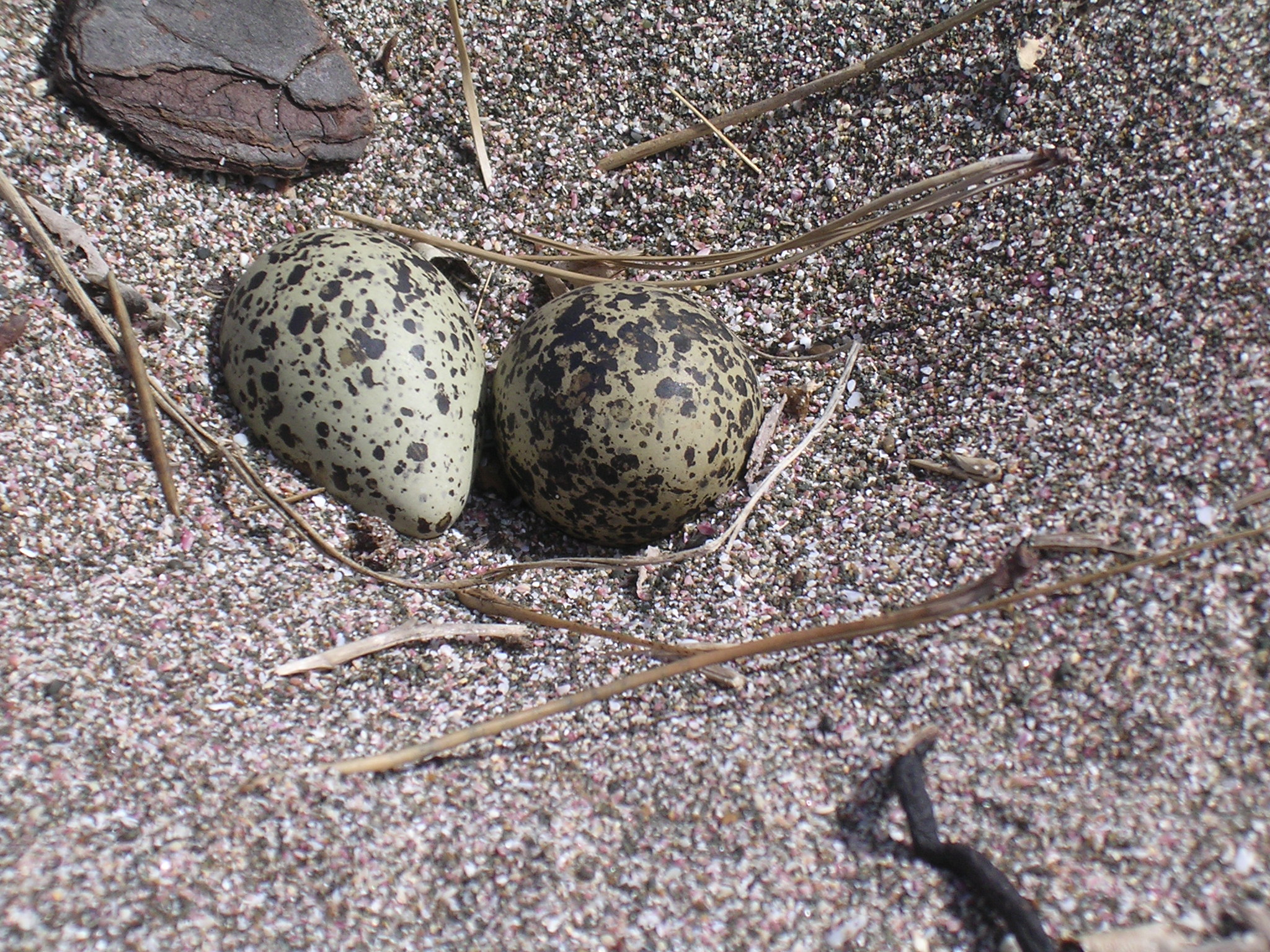
Jaja

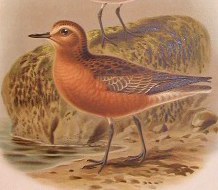
Sieweczka nowozelandzka na grafice z 1888 roku

Lęgi odbywają się na wiosnę i latem. Rodzice budują gniazda na plażach z dala od wody. Na Wyspie Stewart lęgi odbywają się na wyższych wysokościach – na gołych wzgórzach, bagnach czy łąkach tussock. Samo gniazdo jest tylko płytką dziurą w ziemi bez gałązek jak typowe gniazdo na drzewie. Samica składa zwykle 3 jaja. Pisklęta wykluwają się po około 28 dniach od zniesienia jaj. Pisklęta mogą chodzić i zdobywać pokarm już w dniu wyklucia, a latają w ciągu 6–7 tygodni. Dojrzałość płciową osiągają w drugim roku życia.

## Status
Międzynarodowa Unia Ochrony Przyrody (IUCN), która uznaje oba podgatunki Anarhynchus obscurus za odrębne gatunki, klasyfikuje A. o. aquilonius jako gatunek najmniejszej troski (LC – Least Concern), a A. o. obscurus jako gatunek krytycznie zagrożony (CR – Critically Endangered). Największym zagrożeniem są introdukowane drapieżniki: koty, szczury, gronostaje i inne łasicowate, a także jeże. Niektóre rodzime ptaki, a zwłaszcza mewa południowa, stanowią zagrożenie dla jaj i piskląt.
Liczebność populacji A. o. aquilonius w latach 1989–2011 wzrosła z około 1320 do 2130 osobników, a w 2020 roku szacowano ją na 2600 osobników. Udało się ją zwiększyć dzięki prowadzonym działaniom ochrony czynnej. Tam, gdzie działań takich się nie prowadzi, liczebność spada.
Populacja A. o. obscurus w latach 1991–1992 liczyła zaledwie 62 osobniki, jednak dzięki podjętym działaniom ochrony czynnej (polegającym m.in. na tępieniu szczurów i dzikich kotów) udało się ją zwiększyć i od roku 2005 liczyła stabilne 240–290 osobników. Od roku 2012 liczebność z niewyjaśnionych jeszcze przyczyn znów gwałtownie spadła i w 2016 roku szacowano ją na zaledwie 120 osobników (w tym 60–80 dorosłych).